# Полкановіт
Полкановіт — дуже рідкісний мінерал з мінерального класу «сульфіди та сульфосолі», арсенід родію. Він кристалізується в гексагональній кристалічній системі з хімічним складом Rh12As7.
Полкановіт непрозорий у будь-якій формі, і до цього часу він був знайдений лише у вигляді масивних агрегатів від коричнево-сірого до сірого, металевого кольору з глянцем.

## Етимологія та історія
Полкановіт був вперше виявлений на річці Міас в Челябінській області і науково описаний С. Н. Бритвіним, Н. С. Рудашевським, А. Н. Богдановою та Д. К. Щербачовим, які назвали мінерал на честь Юрія Олександровича Полканова (1935-2020), щоб відзначити його внесок у вивчення мінералогії та рудних родовищ Кримського півострова, особливо — розсипних.

## Класифікація
У застарілому, але все ще поширеному у користуванні 8-му виданні класифікації мінералів за Штрунцем полкановіт належав до мінерального класу «сульфіди та сульфосолі», та в межах нього — до розділу «сплави та сплавоподібні сполуки», де разом з арсенопаладинітом, атенеїтом, генкінітом, ізо-мертіїтом, мертіїтом-І, мертіїтом-ІІ, мієссіїтом (ІМА 2006—013), маякітом, меншиковітом, налдреттітом, паладоарсенідом, паладобісмутоарсенідом, паладодимітом, родоарсенідом, стібіопаладенітом, стіллвотерітом, унгаваїтом і вінцентитом утворює групу арсенопаладиніту з класифікаційним номером ІІ.A.05.
Чинне з 2001 року 9-е видання класифікації мінералів Нікеля-Штрунца, що використовується Міжнародною мінералогічною асоціацією (IMA), також відносить полкановіт до класу «сульфіди та сульфосолі (сульфіди, селеніди, телуриди, арсеніди, антимоніди, бісмутиди, сульфарсеніти, сульфантимоніти, сульфобісмутити)» та його розділу «сплави та сплавоподібні сполуки». Однак цей поділ додатково поділяється за переважаючими металами або напівметалами, так що цей мінерал відповідно до його складу можна знайти в підрозділі «Сполуки напівметалів з елементами платинової групи», де він як поки що єдиний член утворює безіменну групу 2.AC.30.
Також систематика мінералів за Даною, яка здебільшого використовується в англомовному світі, відносить полкановіт до класу «сульфідів і сульфосолей» і там до розділу «сульфідних мінералів». Тут він є єдиним членом безіменної групи 02.04.20 у підрозділі «Сульфіди — із селенідами та телуридами включно — зі складом AmBnXp, де (m+n): p=2:1».

## Утворення та місця знаходження
Полкановіт міститься у вигляді осадів у розсипних родовищах, переважно зрощуваних із ізофероплатиною та туламеєнітом, та як включення у самородному рутенії.
Окрім типової місцевості Міас в Росії, станом на 2012 рік полкановіт можна було знайти лише поблизу Чусуму в Китаї.

## Кристалічна структура
Полкановіт кристалізується в гексагональній сингонії з просторовою групою Р63/m із параметрами кристалічної ґратки a = 9.297 Å і c = 3.657 Å і однією формульною одиницею на одиничну комірку.